# Temeraire (cykl powieściowy)
Temeraire – cykl powieści autorstwa Naomi Novik, połączenie gatunku fantasy i powieści historycznych.
Akcja toczy się w alternatywnym świecie, gdzie w czasie wojen napoleońskich oprócz konwencjonalnych środków stosowanych w tamtych czasach podczas wojny, wykorzystuje się także smoki. Powieść opowiada historię smoka Temeraire’a, oraz jego kapitana i przyjaciela Williama Laurence’a, byłego członka brytyjskiej floty królewskiej.

## Cykl Temeraire
- Smok Jego Królewskiej Mości (His Majesty’s Dragon, 2006, wyd. pol. Rebis 2007)
- Nefrytowy tron (Throne of Jade, 2006, wyd. pol. Rebis 2007)
- Wojna prochowa (Black Powder War, 2006, wyd. pol. Rebis 2008)
- Imperium kości słoniowej (Empire of Ivory, 2007, wyd. pol. Rebis 2008)
- Zwycięstwo orłów (Victory of Eagles, 2008, wyd. pol. Rebis 2009)
- Języki węży (Tongues of Serpents, 2010, wyd. pol. Rebis 2010)
- Próba złota (Crucible of Gold, 2012, wyd. pol. Rebis 2012)
- Krew tyranów (Blood of Tyrants, 2013, wyd. pol. Rebis 2014)
- Liga smoków (League of Dragons, 2016, wyd. pol. Rebis 2018)

## Wpływ na innych twórców
Ekranizacja książek z cyklu Temeraire planowana była przez Petera Jacksona, lecz nie zrealizował tych planów.
W grudniu 2014 roku na polskim rynku ukazała niezależna, stanowiąca spin-off cyklu, powieść fanowska autorstwa Piotra Wałkówskiego pod tytułem Powietrzny Korsarz (wyd. Novae Res). Fabuła obraca się wokół losów półsmoka imieniem Nestor, który wraz z Temerairem ucieka z Anglii i po kilku przygodach postanawia zaciągnąć się do trwającego właśnie polskiego powstania jako powietrzny kapitan.